# Charles Alfred Howell Green

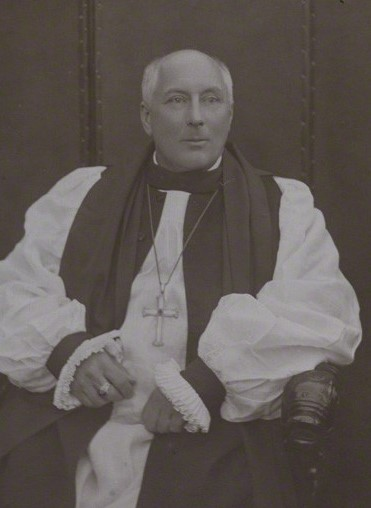
Charles Alfred Howell Green

Charles Alfred Howell Green (* 19. August 1864 in Llanelli, Carmarthenshire, Wales; † 7. Mai 1944) war ein anglikanischer Bischof und Primas der Church in Wales.
Green wurde August 1864 als ältester Sohn von A.J.M. Green und dessen Frau Elizabeth geboren. Er besuchte das Keble College der University of Oxford, wo er 1887 seinen Bachelor of Arts (B.A.) und 1892 seinen Master of Arts (M.A.) erhielt. Green war nacheinander Bibliothekar und Präsident der Oxford Union Society.
Im Jahr 1888 wurde er zum Diakon geweiht. Die Priesterweihe erfolgte 1889. Green wurde nun als Kurat und danach, ab 1893, als Vikar von Aberdare tätig. Dies blieb er bis 1914, als er Kanoniker der Llandaff Cathedral wurde und zum Archidiakon von Monmouth ernannt wurde.
Als 1921 die Diözese Monmouth erstand, wurde Green der erste Bischof. Im Jahr 1928 wurde er Bischof von Bangor. Als 1934 der Erzbischof von Wales Alfred George Edwards aus Altersgründen zurücktrat, wurde Green zum neuen Erzbischof gewählt. Dieses Amt bekleidete er bis April 1944. Green starb einen Monat später, am 7. Mai und wurde in Llandaff beigesetzt.
Er war seit 1899 mit Katherine Mary Lewis, der Tochter von William Thomas Lewis, 1. Baron Merthyr verheiratet.

## Ehrungen
Green erhielt verschiedene akademische Titel der University of Oxford: Bachelor of Divinity (1907), Doctor of Divinity (1911) und Doctor of Civil Law (1938). Daneben war er Honorary Fellow des Keble College.

## Werke
- Notes on Churches in the Diocese of Llandaff (1907)
- The Constitution of the Church in Wales (1937)